# Lista de episódios de Falling Skies
Falling Skies é uma série de ficção científica estadunidense, drama pós-apocalíptico criada por Robert Rodat e produzida executivamente por Steven Spielberg. O seriado é estrelado por Noah Wyle. Narra a história de um grupo de civis e combatentes que lutam para sobreviver e reagir a uma invasão alienígena que devastou o planeta seis meses antes dos acontecimentos da primeira temporada.

## Resumo da série
| Temporada | Temporada | Episódios | Exibição             | Exibição             | Lançamento de DVD e Blu-ray | Lançamento de DVD e Blu-ray | Lançamento de DVD e Blu-ray |
| Temporada | Temporada | Episódios | Estreia de temporada | Final de temporada   | Região 1                    | Região 2                    | Região 4                    |
| --------- | --------- | --------- | -------------------- | -------------------- | --------------------------- | --------------------------- | --------------------------- |
|           | 1         | 10        | 19 de junho de 2011  | 7 de agosto de 2011  | 5 de junho de 2012          | 2 de julho de 2012          | 29 de agosto de 2012        |
|           | 2         | 10        | 17 de junho de 2012  | 19 de agosto de 2012 | 4 de junho de 2013          | 8 de julho de 2013          | 19 de junho de 2013         |
|           | 3         | 10        | 9 de junho de 2013   | 4 de agosto de 2013  | 3 de junho de 2014          | 14 de julho de 2014         | 11 de junho de 2014         |
|           | 4         | 12        | 22 de junho de 2014  | 31 de agosto de 2014 | —                           | —                           | —                           |

## 1ª Temporada (2011)
| № | #  | Título                                      | Lançamento original  | Dirigido por     | Escrito por  | Audiência EUA (em milhões) |
| --- | -- | ------------------------------------------- | -------------------- | ---------------- | ------------ | -------------------------- |
| 1 | 1  | "Viver e Aprender" Live and Learn"          | 19 de Junho de 2011  | Steven Spielberg | Robert Rodat | 5.90                       |
| O mundo inteiro ficou em ruínas após uma inexplicável invasão alienígena. E os sobreviventes se uniram em busca de uma forma de se proteger. O professor de história Tom Mason é nomeado o segundo no comando do grupo de resistência 2º Mass. Seus conhecimentos sobre conflitos bélicos do passado poderão ajudá-lo a proteger os civis, que perderam tudo. Mas seu foco é resgatar um de seus filhos, que foi sequestrado pelos alienígenas. Enquanto o grupo de resistência 2º Mass tenta encontrar uma forma de vencer, várias perguntas permanecem: por que os aliens invadiram a Terra? E por que eles capturaram os adolescentes? |    |                                             |                      |                  |              |                            |
| 2 | 2  | "O Arsenal" The Armory"                     | 19 de Junho de 2011  | Steven Spielberg | Robert Rodat | 5.90                       |
| Enquanto procuravam alimentos, Tom, Hal e sua equipe foram sequestrados por um grupo de pessoas que desejava roubar suas armas. No comando do grupo, um ex-detento chamado John Pope decide utilizar seus prisioneiros para negociar. Tensão, perigo e traição. Serão os aliens os únicos nos quais eles não podem confiar. |    |                                             |                      |                  |              |                            |
| 3 | 3  | "Prisioneiro de Guerra" Prisoner of War"    | 26 de Junho de 2011  | Steven Spielberg | Robert Rodat | 4.20                       |
| O Dr. Michael Harris surge com uma estratégia que poderia salvar os adolescentes sequestrados pelos alienígenas. Mas seus planos são interrompidos quando Tom Mason começa a procurar respostas para questões que o atormentam desde a primeira invasão e a morte de sua esposa. O grupo de resistência 2º Mass se vê cara a cara com os Mechs e os Skitters ao tentar resgatar Ben. Pope, o líder dos rebeldes, consegue um indulto depois de revelar um talento especial que os ajudará. |    |                                             |                      |                  |              |                            |
| 4 | 4  | "Graça" Grace"                              | 03 de Julho de 2011  | Steven Spielberg | Robert Rodat | 4.06                       |
| Tom Mason e sua equipe saem em busca de novas motocicletas, guiados por Pope. Mas eles são surpreendidos por alguns visitantes inesperados em sua primeira parada. Na base do grupo de resistência, o Dr. Michael Harris e Anne Glass devem encontrar a melhor forma de se comunicar com um Skitter capturado. Suas pesquisas sobre uma misteriosa armadura levantam algumas questões assustadoras sobre como os Skitters se comunicam uns com os outros e com os adolescentes capturados. |    |                                             |                      |                  |              |                            |
| 5 | 5  | "Assassinato Silencioso" Silent Kill"       | 10 de Junho de 2011  | Steven Spielberg | Robert Rodat | 3.90                       |
| Hal Mason apresenta um novo plano para resgatar seu irmão, Ben. Mas, para isso, alguém terá de se aproximar de um Skitter. Enquanto isso, uma tragédia acelera a necessidade de obter informações sobre o alienígena capturado. Anne Glass faz uma descoberta que poderá ajudar o 2º Mass a lutar contra o inimigo. |    |                                             |                      |                  |              |                            |
| 6 | 6  | "O Santuário (Parte 1)" Sanctuary (Part 1)" | 17 de Julho de 2011  | Steven Spielberg | Robert Rodat | 4,27                       |
| O tenente Terry Clayton, da resistência do 7º Mass, chega ao acampamento para avisar que os alienígenas destruíram sua divisão e que o 2º Mass será o próximo alvo. E ele propõe que as crianças sejam levadas a um local seguro enquanto os adultos enfrentam o perigo. O plano causa mal-estar entre alguns pais, que não querem se separar de seus filhos. Mas, sem ainda conhecer a intenção dos Skitters, eles deverão tomar uma difícil decisão. Qual é a melhor forma de proteger os adolescentes? |    |                                             |                      |                  |              |                            |
| 7 | 7  | "O Santuário (Parte 2)" Sanctuary (Part 2)" | 24 de Julho de 2011  | Steven Spielberg | Robert Rodat | 4,07                       |
| Quando o plano de manter as crianças longe do perigo vai por água abaixo, Hal Mason assume o comando. Essa é a chance de Ben de provar sua lealdade. Depois de ter sido refém dos alienígenas, Rick, o filho de Mike, tem dificuldade para se adaptar à vida do grupo de resistência 2º Mass, preferindo que os Skitter voltem para buscá-lo. Anne Glass deve ajudar no parto de Sarah, enquanto o acampamento é evacuado. |    |                                             |                      |                  |              |                            |
| 8 | 8  | "O Que Está Por Trás " What Hides Beneath"  | 31 de Julho de 2011  | Steven Spielberg | Robert Rodat | 4,31                       |
| A resistência do 2º Mass se prepara para atacar os alienígenas em uma de suas bases. Mas o comportamento estranho do capitão Weaver preocupa Tom Mason e o faz duvidar de sua capacidade para comandar a missão. Hal e Tom se deparam com uma mulher que utilizou um método estranho para sobreviver à primeira invasão. Será que podem confiar nela? Anne e Lourdes fazem uma descoberta surpreendente que pode mudar o destino de Ben. Ao mesmo tempo, Pope continua tentando aperfeiçoar uma técnica para acabar com os Mechs, usando a própria força deles.                                                                           |    |                                             |                      |                  |              |                            |
| 9 | 9  | "O Motim" Mutiny"                           | 07 de Agosto de 2011 | Steven Spielberg | Robert Rodat | 5,70                       |
| Tom Mason enfrenta o capitão Weaver por não considerá-lo apto a comandar o ataque à base alienígena de Boston. Ao mesmo tempo, ele tem dificuldade para processar as implicações profundas da última descoberta de Anne. Ben Mason ajuda tio Scott a encontrar uma forma de afastar os invasores. E Rick continua mostrando sua lealdade aos Skitters. |    |                                             |                      |                  |              |                            |
| 10 | 10 | "Oito Horas" Eight Hours"                   | 07 de Agosto de 2011 | Steven Spielberg | Robert Rodat | 5,54                       |
| O capitão Weaver guia os soldados rumo a Boston para destruir a estrutura alienígena enquanto Tom Mason fica no acampamento para ajudar os civis a fugir. Mas uma falha na segurança põe a vida de todos em perigo. O plano de Ben e Scott evita uma catástrofe e possibilita uma descoberta que poderia mudar as regras do jogo para o 2º Mass. Tom se vê frente a uma decisão que poderá levá-lo a descobrir o que os alienígenas querem com os adolescentes capturados, além de salvar Ben. |    |                                             |                      |                  |              |                            |

## 2ª Temporada (2012)
| № | #  | Título                           | Dirigido por     | Escrito por                                       | Lançamento original  | Audiência EUA (em milhões) |
| --- | -- | -------------------------------- | ---------------- | ------------------------------------------------- | -------------------- | -------------------------- |
| 11 | 1  | "Worlds Apart"                   | Greg Beeman      | Mark Verheiden                                    | 17 de junho de 2012  | 4.46                       |
| O episódio inicia três meses após Tom Mason entrar na nave invasora. Weaver ainda está no comando, enquanto Anne ainda é a médica. Eles já passaram por diversas batalhas e se tornaram um pouco diferentes. Pope é o líder dos Berserkers, um grupo de renegados que estão na 2ªMass, mas em quem Weaver não confia muito. Tom retorna de repente, e enfrenta dúvidas do grupo com relação à sua lealdade. Enquanto isso, Hal e Ben continuam a brigar, principalmente com relação à autoridade de um sobre outro. |    |                                  |                  |                                                   |                      |                            |
| 12 | 2  | "Shall We Gather at the River"   | Greg Beeman      | Bradley Thompson & David Weddle                   | 17 de junho de 2012  | 4.46                       |
| Tom ainda é assombrado por lembranças de quando esteve na nave, e começa a imaginar que possam ter lhe feito algum tipo de alteração cerebral. Pope, que é o principal membro que duvida de Tom, planta diversas dúvidas dentro do grupo. Enquanto isso, Ben começa a se interessar pelos Skitters. A 2ª Mass chega a uma velha ponte que ainda pode lhes ajudar a atravessar o rio e fugir do ataque iminente. |    |                                  |                  |                                                   |                      |                            |
| 13 | 3  | "Compass"                        | Michael Katleman | Bryan Oh                                          | 24 de junho de 2012  | 3.81                       |
| A 2ªMass chega até um hangar em um aeroporto, mas as péssimas condições deixam Anne preocupada com a saúde de todos. Enquanto isso, os Berserkers armam um plano para se livrar de Tom. Enquanto acompanham a perda de um membro querido dentro do grupo, aparece uma ajuda de onde eles menos esperam. |    |                                  |                  |                                                   |                      |                            |
| 14 | 4  | "Young Bloods"                   | Miguel Sapochnik | Heather V. Regnier                                | 1 de julho de 2012   | 3.39                       |
| Enquanto patrulham, ben e Hal tem suas motos roubadas. Ao ir atrás dos ladrões, descobrem um grupo de crianças sobreviventes. Além disso, Matt fica em perigo, e Weaver consegue reunir uma parte de sua família. |    |                                  |                  |                                                   |                      |                            |
| 15 | 5  | "Love and Other Acts of Courage" | John Dahl        | Joe Weisberg                                      | 8 de julho de 2012   | 3.64                       |
| Há o retorno de um rosto conhecido à 2ª Mass. Enquanto isso, um skitter é capturado e levado ao acampamento como prisioneiro de guerra. E Hal e Maggie começlam a aproximar-se, enquanto maggie conta mais seu passado. |    |                                  |                  |                                                   |                      |                            |
| 16 | 6  | "Homecoming"                     | Greg Beeman      | Bryan Oh                                          | 15 de julho de 2012  | 3.61                       |
| Hal encontra diversos corpos de crianças sem os arreios, e encontra uma conhecida. Tom e Anne se aproximam. A saúde de Weaver piora, enquanto Tom descobre que Weaver escondia muita coisa para manter o grupo unido. |    |                                  |                  |                                                   |                      |                            |
| 17 | 7  | "Molon Labe"                     | Holly Dale       | Bradley Thompson & David Weddle                   | 22 de julho de 2012  | 3.45                       |
| Ben é colocado em perigo por alguém que ele julgava conhecer bem e em quem confiava. Tom captura mais um refém alienígena. Weaver oferece um trabalho a Matt, para que o pequeno se sinta útil. Os membros da 2ª Mass ficam presos e cercados no prédio, e além disso aparece um tipo de inimigo diferente. |    |                                  |                  |                                                   |                      |                            |
| 18 | 8  | "Death March"                    | Seith Mann       | Heather V. Regnier                                | 5 de agosto de 2012  | 3.34                       |
| A 2ª Mass começa a viagem até Charleston, enquanto ainda sofrem as perdas recentes. Weaver aprende mais sobre o passado de Tector, que se torna um alido do comandante. Matt começa a aproximar-se de um menina arreada há tempos, que já iniciou o processo de transfiguração. |    |                                  |                  |                                                   |                      |                            |
| 19 | 9  | "The Price of Greatness"         | Adam Kane        | Mark Verheiden                                    | 12 de agosto de 2012 | ASA                        |
| Como novos integrantes da cidade-estado de Charleston, eles são recebidos com muita festa em um local extremamente seguro e o mais próximo do mundo pré-invasão que já chegaram. Entretanto, Tom Mason desconfia daquela calmaria, e imagina que as coisas deveriam ser diferentes. |    |                                  |                  |                                                   |                      |                            |
| 20 | 10 | "A More Perfect Union"           | Greg Beeman      | Remi Aubuchon and Bradley Thompson & David Weddle | 19 de agosto de 2012 | ASA                        |
| A 2ª Mass consegue permissão para lançar um ataque aos alienígenas, e destroem uma grande arma que estava em construção, bem como matam o líder alienígena que já haviam preso uma vez. Porém, vem do céu algo que eles não esperavam, que pode ser um aliado ou inimigo. |    |                                  |                  |                                                   |                      |                            |

## 3ª Temporada (2013)
| № | #  | Título                   | Dirigido por         | Escrito por                                  | Lançamento original | Audiência EUA (em milhões) |
| --- | -- | ------------------------ | -------------------- | -------------------------------------------- | ------------------- | -------------------------- |
| 21 | 1  | "On Thin Ice"            | Greg Beeman          | Remi Aubuchon                                | 9 de junho de 2013  | 4.21                       |
| Sete meses após a chegada da nova raça alienígena, os Volm, a resistência continua a lutar contra os invasores, aliados aos Volm e aos saltadores rebeldes. Tom é eleito o presidente dos Novos Estados Unidos em Charleston, trabalhando em conjunto com o embaixador Volm, Cochise (Doug Jones) e a recém-chegada Marina Peralta (Gloria Reuben), bem como com Weaver. Crescem tensões quando suspeita-se da existência de um espião. Arthur Manchester (Terry O'Quinn) tem o papel de encontrá-lo, mas ele é assassinado. |    |                          |                      |                                              |                     |                            |
| 22 | 2  | "Collateral Damage"      | James Marshall       | Bradley Thompson & David Weddle              | 9 de junho de 2013  | 4.21                       |
| The 2nd Mass enlists the help of Dr. Roger Kadar (Robert Sean Leonard) to embark on a dangerous plan to destroy a nuclear power plant which was providing fuel to the Skitter mechs in the area. Meanwhile, the spy attempts to derail the 2nd Mass' plans as they investigate Manchester's murder. As Anne gives birth to Alexis Denise Glass Mason, her daughter with Tom, Hal struggles to deal with what he believes to be dreams of Karen. |    |                          |                      |                                              |                     |                            |
| 23 | 3  | "Badlands"               | David Solomon        | John Wirth                                   | 16 de junho de 2013 | 2.79                       |
| Charleston is attacked by a group of soldiers, including Lt. Fisher (Luvia Petersen), who are later revealed to be working for the thought-dead President of the United States, Benjamin Hathaway. Crazy Lee is critically injured during the battle. As Matt spends time by Lee's side before she dies, Anne becomes increasingly concerned that something may be wrong with Alexis. It is suspected that Anne might be suffering from post-natal depression/psychosis. Hal reveals to Maggie that he has been meeting Karen and suspects he might be the mole, and decides to turn himself in. Tom unveils the Liberty Tree to the citizens of Charleston, revealing that the names of the people who have died during the invasion will be hung from it. An explosion rocks Charleston and Espheni ships fly overhead. Alexis smiles. |    |                          |                      |                                              |                     |                            |
| 24 | 4  | "At All Costs"           | Greg Beeman          | Heather V. Regnier                           | 23 de junho de 2013 | 3.55                       |
| After successfully repelling the Espheni attack on Charleston thanks to Volm technology, Tom, with the help of Lt. Fisher, makes contact with President Benjamin Hathaway (Stephen Collins) and later decides to travel to 'Keystone' to meet him along with Pope, Fisher, Bressler, and their Volm ally, Cochise. After being met with suspicion by the President and his troops, Tom explains the situation and is later asked to remain with him. Meanwhile Anne continues her suspicion about her baby Alexis and enlists the help of Dr. Roger Kadar to run some DNA tests under the guise that he's actually testing the children de-harnessed by the Volm machine. After earlier being offered the chance to have his harness removed, Ben and his friend Deni decide to remain as they are for now. Hal continues to struggle with the effect of the implant placed inside him and is later taken over. Anne, after striking Dr. Kadar and drugging Lourdes, flees Charleston after finding out that Alexis is part-alien. Anne tries to flee when confronted by a Skitter and a harnessed child in the woods, but is stopped by Hal. When the President's position is under attack by Espheni ships, Tom, Bressler, and Pope are forced to leave on Pope's plane, leaving behind Cochise with President Hathaway. As their plane is leaving the area, they are struck by an energy weapon and are forced to make a crash landing. |    |                          |                      |                                              |                     |                            |
| 25 | 5  | "Search and Recovery"    | Sergio Mimica-Gezzan | Jordan Rosenberg                             | 30 de junho de 2013 | 3.22                       |
| Tom awakens in the burning wreckage of their plane in the forest to discover Brigadier General Bressler dead and Pope unconscious. After pulling Pope from the plane, they discover that the Espheni and the Skitters are searching for them. Back at Charleston, the members of the 2nd Mass discuss Anne's disappearance and come to the conclusion she may have acted out of desperation knowing how people would react to the news of her baby being part-alien. Weaver leads a search party of Hal, Ben, Matt, Jean and Maggie, but they only discover the body of a woman whom they initially believe to be Anne. They bury the woman and pay their respects. Ben discovers Skitter prints and human ones, which they believe to be Anne's. Ben tells the group that the Rebel Skitters have spies within the Espheni ranks and that this would be the best course of action to take to find Anne. Weaver agrees and calls off the search. Peralta informs Dr. Kadar that Tom asked her to approach him to ask his thoughts on the unknown machine the Volm are building. Kadar is suspicious about the machine, explaining that the power requirements are unusual. Meanwhile, Tom and Pope argue and bond by the campfire: Tom reveals that he had a hard upbringing, as his father was a mean drunk, while Pope tells of his two children and how he wound up in prison for murder. They are soon attacked by Skitters and forced to jump from a ledge into the water below. Tom's ankle is hurt and he is unable to walk, so he forces Pope to leave him behind. Pope returns later and kills two Skitters to save Tom. Pope helps Tom to a nearby car, which he drives to Charleston; they collapse at the gates. Matt bonds with Ben about what happened during the search, and Tom awakens two days later to find Pope has stayed by his side in the hospital the whole time and that Anne has disappeared. |    |                          |                      |                                              |                     |                            |
| 26 | 6  | "Be Silent and Come Out" | Adam Kane            | Bradley Thompson & David Weddle & John Wirth | 7 de julho de 2013  | 3.49                       |
| Tom discovers that Anne and Alexis are being held by Karen at an unknown location and decides to go look for them. Weaver informs Tom that Karen will likely use them as leverage against them and that he should stand down and wait for contact from her. Hal attacks Tom and Peralta as they discuss the Volm weapon and strikes Peralta and takes Tom hostage. As Hal attempts to flee Charleston in a Humvee, Maggie shoots the vehicle forcing Hal to take Tom hostage in a near by building. The 2nd Mass surround the building and attempt to negotiate with Hal after finding out he was implanted with an eye bug by Karen. Inside the building Hal continues to demand information on the Volm weapon and offers the release of Anne and Alexis. Tom initially refuses and tries to connect with Hal by talking about the past, how his mother thought he would be a fighter pilot but he was unsure. Meanwhile, Matt suggests a route into the building that would be safe and Maggie and Ben decide to go along with him. Tom provokes an emotional reaction from Hal as slowly one after another Maggie, Ben and Matt enter the room. Hal is later taken to hospital and Tom is informed by a Rebel skitter of a dangerous remedy that will rid Hal of the eye bug, and is told that as it hasn't been tested on humans they're unsure of the result and if Hal doesn't have an eye bug inside his brain it could kill him. After deciding to go along with the treatment, Hal is cured but during the procedure his heart stops. Hal awakens later on and informs Tom and Maggie that his last memory was of him wanting to go to him and inform him that he might be the mole just over a week ago. Tom discovers from a Rebel skitter the location where Anne and Alexis are being held and later offers his resignation as president to Peralta, along with documents detailing everything about the Volm weapon and where it will be deployed, called Project Orange. As Tom leads a rescue team out of Charleston consisting of Matt, Ben and Hal. Peralta is sworn in as the President of the New United States. |    |                          |                      |                                              |                     |                            |
| 27 | 7  | "The Pickett Line"       | Sergio Mimica-Gezzan | Heather V. Regnier & Jordan Rosenberg        | 14 de julho de 2013 | 3.33                       |
| Whilst en route to finding both Anne and Alexis, Tom and the boys are robbed of both supplies and horses by a local family. Enraged by this, the Masons track them down to a local farm where they regain control of their supplies. However, a struggle ensues between Hal and one of the brothers, and Matt shoots him and critically wounds him. After the brother dies, Tom, Hal, Ben and Matt leave and continue their journey in finding Anne and Alexis. But, they soon find that Skitters and Mechs are on their way to the farm. Tom decides to go back where he finds the house empty and is confronted by the Skitters and the Mechs. Meanwhile, Cochise brings an injured President Hathaway back to Charleston for medical attention. With Cochise back, Marina uses this opportunity to question him about the Volm weapon that is being built for the upcoming attack against the Espheni. Cochise explains that the weapon will be used against the soon to be activated Espheni planetary defense grid, that when activated will envelope the Earth and wipe out all human life on the Earth within 3 months by irradiating the planet's surface. He later explains that the weapon will inject a massive amount of energy into the grid in the hope it will overload and destroy it, and explains that there is a risk that if it is unsuccessful the irradiation process will be accelerated and that all human life on the surface could be lost. When President Hathaway is murdered by Lourdes, Peralta and Weaver come to the conclusion that Hal wasn't the mole, and suspect someone at Charleston was involved with the murder. |    |                          |                      |                                              |                     |                            |
| 28 | 8  | "Strange Brew"           | David Solomon        | John Wirth                                   | 21 de julho de 2013 | 3.74                       |
| Tom awakens next to his wife Rebecca (Jennifer Ferrin) to discover he has been living an ordinary but perfect life as a college professor and as a father to his three sons in a world that has not been invaded by the Espheni. Things were going well for him until he starts to receive messages from Anne Glass that imply he is having an affair behind his wife's back. But with no memory of the 2nd Mass, Anne or the Alien Invasion, he becomes increasingly concerned that he's been living somebody else's life. As a result his world starts to fall apart around him. When four locations are made exceedingly clear to him, he begins to suspect something is not quite right and awakens from the dream to find out that Karen was trying to manipulate him into revealing the location where the Volm weapon will be used. When seemingly he is rescued and shoots Karen dead, he awakens later in Charleston and heads to the briefing room to find four maps of locations seen in his dream and realizes he is still being manipulated by Karen. Breaking free from the dream he awakens in the real world to discover that Karen has had Anne and Alexis killed. After breaking down in tears and initially trying to attack Karen, he is later shown the activation of the Espheni planetary defense grid. He then escapes by jumping from the ledge, using a Skitter to break his fall. After traveling to his old house, he dreams of his wife, and is told to move forward with his life and that there was nothing left for him there. Meanwhile back in Charleston suspicions are cast over Peralta when an explosion destroys the only radio that can contact President Hathaway's forces, almost killing Weaver. After initially being refused permission to join the front line troops in the upcoming operation, Maggie, after saving Weaver's life, has her request accepted. Meanwhile Hal, Matt and Ben return to Charleston without Tom, but believe their father will return home. |    |                          |                      |                                              |                     |                            |
| 29 | 9  | "Journey to Xibalba"     | Jonathan Frakes      | Bradley Thompson & David Weddle              | 28 de julho de 2013 | 3.06                       |
| Tom finally returns to Charleston, where he relays the news of Anne and Alexis' deaths, as well as the fact that the Boston tower is vulnerable to an assault and should be the target of their attack. However, his ulterior motive is to get revenge on Karen. Unfortunately, the Volm complex is suddenly destroyed in a massive explosion, with Cochise being the only survivor. Weaver and Peralta suspect it is the work of the mole. Meanwhile, a heavily wounded Cochise tells Tom that he will eventually regenerate from his wounds. Lourdes overhears this conversation and decides to try and assassinate Cochise. She plants another bomb that severely damages the Charleston mall, causing numerous cave ins and blocking off all of the exits. Hal and Maggie are trapped in the armory, and nearly suffocate until they are rescued by Ben and Matt. Hal, realizing that Maggie is angry at him for leaving her behind to search for Anne and Alexis, promises to allow her to accompany him when they hunt down Karen. Meanwhile, Tom realizes Lourdes is the mole when she accidentally reveals her knowledge of Anne's death in Boston. She is immediately restrained before she can assassinate Cochise. Tom then takes Lourdes's weapon and uses it to blast a hole open at one of the exits, opening up an escape route. Afterwards, Tom talks with a fully healed Cochise. Tom assures him that even with the complex destroyed and all of Cochise's comrades dead, the weapon itself should still be intact. They just need to dig it out and figure out how to operate it. |    |                          |                      |                                              |                     |                            |
| 30 | 10 | "Brazil"                 | Greg Beeman          | Remi Aubuchon                                | 4 de agosto de 2013 | 3.74                       |
| After having finally dug the Volm weapon out of the rubble it was buried under, the 2nd Mass stages its attack. While Weaver leads a diversionary attack on the Chicago tower, Tom assaults the Boston tower with the Volm weapon and successfully manages to destroy it, shutting down the Espheni defense grid. With the defense grid down, the promised Volm reinforcements finally arrive in a gigantic city-sized ship that destroys the remains of Boston when it lands. It is then revealed that the Volm reinforcements are being led by Cochise's father. Unfortunately, while the 2nd Mass is celebrating their victory, Tom and Weaver discover that the Volm intend to keep the humans out of the war by shipping them off to relative safety in Brazil. Angry at being deprived of their chance to fight for their planet, Tom and Weaver object. Tom is taken into custody and Weaver is forced to surrender the 2nd Mass to the Volm. However, Cochise's father is intrigued by the humans' eagerness to fight, and Tom and Cochise manage to convince him to let the 2nd Mass go; the Volm stand down and allow the humans to fight the Espheni also, despite the great dangers they still face. The 2nd Mass is beginning the long trek back to Charleston when an Espheni ships lands nearby. Karen then reveals herself, offering a truce (as the Espheni are weakened) and telling Tom that the Volm cannot be trusted. Tom responds by vengefully shooting Karen, fatally wounding her. Hal tends to a dying Karen, whom Maggie finishes off with her gun. Tom then discovers that Anne and Alexis are in fact still alive- Karen had brought them to him as a gesture of good faith for her truce. However, as Tom reunites with Anne, he is shocked to see that Alexis has grown to the equivalent of a six year old in just two months. When they return to the regiment's camp, Alexis comes across Lourdes and, through some unknown means, extracts and destroys the eye worms infecting her with her bare hands, to the amazement of Tom and Dr Kadar.                                                    |    |                          |                      |                                              |                     |                            |

## 4ªTemporada (2014)
| № | #  | Título                    | Dirigido por         | Escrito por                     | Lançamento original  | Audiência EUA (em milhões) |
| --- | -- | ------------------------- | -------------------- | ------------------------------- | -------------------- | -------------------------- |
| 31 | 1  | "Ghost in the Machine"    | Greg Beeman          | David Eick                      | 22 de junho de 2014  | 3.67                       |
| A 2ª de Mass chega de volta em Charleston, depois de 23 dias de viagem, mas as comemorações são cortadas por um ataque Espheni. Os Espheni implantam mechs e uma nova arma que cria cercas impenetráveis de energia entre estruturas de metal contra o grupo, a segunda de Mass estão se separaram. Quatro meses depois, e agora em um gueto Espheni, Tom usa a oportunidade para escapar sempre que possível para reunir informações sobre o acampamento e os locais skitter. Em um campo de educação Espheni, Matt é encarregado de assegurar as outras crianças em seu grupo em cumprir as regras. Enquanto isso, Ben acorda em Chinatown e imediatamente supeita de seus arredores, embora Maggie lhe afirme que o lugar é seguro e intocado pelos Espheni, ele, mais tarde, conhece uma Lexi crescida. Anne enquanto isso leva os 2 sobreviventes de Mass em um ataque contra um carregamento de armas Espheni, mas é surpreendida ao encontrar crianças dentro do caminhão. Quando ela descobre que as crianças não sabem nada sobre Lexi (sua filha), ela decide viajar assumindo a direção do caminhão. De volta ao gueto, Hal se choca com Pope sobre um gerador necessário em seu plano de fuga. Tom entretanto atende Cochise e descobre que os Volm deixaram a Terra, deixando para trás as pequenas equipes de reconhecimento, e que os Espheni têm guetos semelhantes em todo o planeta. Acreditando que a humanidade é ameaçada de extinção, Cochise oferece a Tom palavras de apoio, e Tom pede que ele tente encontrar Anne, Ben, Matt e Lexi, e ele concorda. Enquanto isso a bordo de um navio Espheni sobre o gueto, um Superior envia uma mensagem exigindo que o vigilante se entregue, ou os moradores do gueto serão mortos. |    |                           |                      |                                 |                      |                            |
| 32 | 2  | "The Eye"                 | Sergio Mimica-Gezzan | Carol Barbee                    | 29 de junho de 2014  | 2.96                       |
| When Tom and Weaver are released from solitary confinement, an Espheni Overlord, speaking through a harnessed child informs the residents that the food supply will be ceased until the vigilante is handed over. Meanwhile Anne and the 2nd Mass capture a skitter and learn that the Espheni plan to use the captured children as hybrids. At Chinatown, Ben learns from Dr Kadar that Lexi may be dying, and that Lourdes had prevented him from helping her. Concerned about her well being, Ben voices his concerns to Lexi and convinces her to meet him. Back at the ghetto, Tom and Hal meet with Dingaan Bootha, who informs them that he had escaped from an Espheni ghetto before, and tells them that he had created a Faraday suit to scale the fence, and a working radio. When Tom decides to use the radio to contact Cochise, he learns that the Espheni power source is offensive in nature, and that they had found Matts location. Dressed as the vigilante, Tom surrenders himself to the Overlord and is taken aboard the ship. While there the Overlord tells him of their plan for humanity and about what they had done to the rebel skitters. Faced with an ultimatum from the Overlord to save his family, Tom takes advantage of the ensuing chaos when the ghettos residents launch projectiles against the ship, and examines the ghetto layout and power source before being released. Meanwhile, Ben and Maggie bond over Lexi, and Tom informs Weaver that he had made a deal with the Overlord. Later that night, Ben discovers a distraught Lexi talking with an Overlord. |    |                           |                      |                                 |                      |                            |
| 33 | 3  | "Exodus"                  | Mikael Salomon       | Josh Pate                       | 6 de julho de 2014   | 2.75                       |
| Tom makes the decision to put his escape plan into action when he learns that the Espheni plan to turn humanity into Skitters. He then gathers Hal, Pope, Weaver, and Dingaan and Tector and explains that while Dingaan scales the fence in the Faraday suit, he will draw the skitters away. Hal meanwhile is tasked with leading the ghetto residents into the tunnels, and Pope and Weaver are told to cover Dingaan. The next day, Tom meets with an Overlord and an harnessed child, when he tells them that the deal they had is off, he attacks the Overlord with a flamethrower and draws the Skitters away. Dingaan meanwhile is injured, which forces Pope to wear the Faraday Suit and scale the fence to destroy the tether with the charge. Hal waits with the ghetto residents in the tunnel and is forced to defend them from incoming skitters, and Tom meanwhile draws the chasing skitters into a building covered with explosives. When Tom notices that Pope is successful in destroying the tether, he detonates the explosives and jumps into the water in triumph. Anne meanwhile collapses and dreams that she is onboard an Espheni ship while heavily pregnant, when she notices Karen and an Overlord affecting her unborn child, she despairs. At the re-education camp, Matt puts himself in danger when he covers for Sheila, and is taken away by Kent Matthews. In Chinatown Maggie confronts Lexi after learning from Ben that she was talking with an Overlord, and is told that she believes it wants peace. Later that day, Anne awakens and leads the 2nd Mass to Chinatown, and reunites with Ben, Lexi and Lourdes to her delight. That night, Tom reunites with Hal, Pope and Weaver and thanks Pope for his help with the escape. |    |                           |                      |                                 |                      |                            |
| 34 | 4  | "Evolve or Die"           | Bill Eagles          | M. Raven Metzner                | 13 de julho de 2014  | 2.78                       |
| The Second Mass survivors meet up with the Volm in an abandoned warehouse. Cochise introduces his second-in-command Shak-Chique, whom Hal dubs "Shaq" due to his height. Upon learning that Cochise has located Matt, Tom departs with Cochise and Weaver to save him, leaving an unsure Hal in command. Hal, still distraught from his previous command position costing someone his life, orders everyone to stay within the perimeters due to Espheni patrols while gathering food and supplies. Not happy with this, Pope steals a truck and leaves against orders to get fuel. He finds a lot of it in a garage, but is held up at gunpoint by the owner, a woman named Sara who stayed in this house since the invasion began and lives every day as if it's her last. Pope nonchalantly tries to handle the situation by accepting her offer of a beer. It is drugged though, and he wakes up tied to a chair and disarmed. Weaver starts to behave more and more paranoid, sure that they are being followed, leaving Tom and Cochise to doubt his sanity until they are attacked by a strange humanoid creature that severely wounds and poisons Cochise. As he enters a healing trance, Tom and Weaver infiltrate the re-education camp. The girl whom Matt saved last time helps Tom and guides him to Matt's cell, where Tom knocks out Hans and takes his weapon. Meanwhile the strange creature attacks Weaver and drags him outside, revealed to be a severely mutated Jeanne. When skitters attack, she dies defending her father from them. The girl stays behind to create a distraction and is recaptured while Matt and Tom escape. At Chinatown, Anne arrives and is reunited with a grown-up Lexi. When asked to give up their weapons, she doesn't comply, and the troops rather stay outside the town when making camp. Shaq notifies Hal that Espheni beamers will arrive in 20 minutes, and Hal struggles with making a decision. He finally orders everyone to break camp and leave, and leaves a coded message behind for his father. Having escaped a Mech with his new companion and disarming her weapon, Pope realizes how much she is like him, and doesn't have the heart to leave her behind. Hal approves of Pope getting the much-needed fuel, but not how he did it. |    |                           |                      |                                 |                      |                            |
| 35 | 5  | "Mind Wars"               | Nathaniel Goodman    | Bruce Marshall Romans           | 20 de julho de 2014  | 2.79                       |
| 36 | 6  | "Door Number Three"       | Jonathan Frakes      | Melissa Glenn                   | 27 de julho de 2014  | 2.65                       |
| 37 | 7  | "Saturday Night Massacre" | Olatunde Osunsanmi   | David Weddle & Bradley Thompson | 3 de agosto de 2014  | 2.73                       |
| The Mason child emerges from her cocoon seemingly unchanged until Lourdes approaches her and begs her not to leave, as she will be lost without her. Lexi feels pity for Lourdes and kills her with a touch. Meanwhile the Volm scouts discover a huge Espheni force heading to the Safe Zone to wipe out the Second Mass. Weaver plans to destroy one of only two bridges into the area and lay a massive multi-stage trap for the Espheni force. |    |                           |                      |                                 |                      |                            |
| 38 | 8  | "A Thing with Feathers"   | David Solomon        | Ryan Mottesheard                | 10 de agosto de 2014 | 2.51                       |
| 39 | 9  | "Till Death Do Us Part"   | Greg Beeman          | Carol Barbee                    | 17 de agosto de 2014 | 2.46                       |
| 40 | 10 | "Drawing Straws"          | Adam Kane            | Josh Pate                       | 24 de agosto de 2014 | TBA                        |
| 41 | 11 | "Space Oddity"            | Olatunde Osunsanmi   | M. Raven Metzner                | 31 de agosto de 2014 | TBA                        |
| 42 | 12 | "Shoot the Moon"          | TBA                  | TBA                             | 31 de agosto de 2014 | TBA                        |